# 볼샤야 콜체바야 선
볼샤야 콜체바야 선(러시아어: Большая кольцевая линия)은 모스크바 지하철의 11호선이다. 31개 역에 길이는 69km이다. 노선 색은 옥색이다. 노선 이름은 러시아어로 "대순환선"을 뜻한다.
모스크바 국제 비즈니스 센터에 위치한 델로보이 첸트르 역 구간을 임시 지선으로 사용하고 있으며 기존의 콜체바야 선, 모스크바 중앙 순환선에 이어 모스크바 지하철을 형성하는 3번째 순환선이다. 2018년 2월 26일에 개통되었으며 2023년 3월 1일에 완전한 순환선으로서 개통하였다. 이 노선이 개통되면 기존의 카홉스카야 선에 위치한 3개 역과 66 km 이상의 선로를 포함한 31개 역이 하나의 노선을 형성하게 된다.